# Ватутін Микола Федорович
Мико́ла Фе́дорович Вату́тін (рос. Николай Фёдорович Вату́тин; 3 [16] грудня 1901, Чепухіно, тепер с. Ватутіне, Воронізька губернія, нині Білгородська область, Російська імперія — 15 квітня 1944, Київ, Українська РСР, СРСР) — радянський воєначальник, генерал армії (12.02.1943), Герой Радянського Союзу (06.05.1965, посмертно). Один з 4-х командувачів радянськими фронтами, що загинули у роки німецько-радянської війни, та єдиний убитий повстанцями. Член Ревізійної Комісії КП(б) України в 1940—1944 роках. Член РКП(б)—ВКП(б).
Народившись в сільській родині, Ватутін вибрав шлях від червоноармійця до генерала армії. На початку 1920-х років брав участь у встановленні радянської влади на території України. Після вступу в 1920 році добровольцем до лав Червоної Армії, у вересні 1920 року брав участь у боротьбі Червоної Армії проти загонів Революційної повстанської армії України Нестора Махна в районі українських міст Луганська і Старобільська. В 1920—1921 роках, будучи курсантом Полтавської піхотної школи, брав участь у боях проти загонів українських повстанців на Полтавщині, зокрема брав активну участь у війні проти армії УНР.
Під керівництвом Ватутіна війська Воронезького (з жовтня 1943 року — 1-го Українського) фронту брали участь у звільненні Лівобережної України, битві за Дніпро, звільненні Харкова та Києва, а також у подальших операціях з вигнання німців із Правобережної України. У взаємодії з 2-м Українським фронтом на чолі з І. С. Конєвим війська 1-го Українського фронту в січні — лютому 1944 року в ході Корсунь-Шевченківської операції оточили чимале угрупування Вермахту та частково ліквідували його. У січні-лютому 1944 року, будучи командувачем 1-го Українського фронту, брав участь у боротьбі Червоної Армії проти Української Повстанської Армії. В одному з боїв проти УПА, був підстрелений в праве стегно. Пораненого генерала відправили до лікарні в Києві, де він і помер від сепсису спричиненим кульовим пораненням.
Напередодні прийняття Верховною Радою України законів про декомунізацію України, у листопаді 2014 року Український інститут національної пам'яті включив Ватутіна до списку окремих осіб, причетних до боротьби проти незалежності України, організації голодоморів та політичних репресій, чиїми іменами названі вулиці в Україні. Згодом, після прийняття Верховною Радою України законів про декомунізацію України, у жовтні 2015 року Український інститут національної пам'яті оприлюднив на своєму вебсайті оновлений «Список осіб, які підпадають під декомунізацію», до якого Ватутін вже не потрапив. Під час повномасштабного російського вторгнення в Україну пам'ятник над могилою Ватутіна в Маріїнському парку в Києві було виключено з Реєстру пам'яток національного значення рішенням Міністерства культури України від 8 лютого 2023 року, а вже 9-10 лютого 2023 монумент (статую й частину постаменту) демонтували.

## Життєпис
Микола Ватутін народився 1901 року в селі Чепухіно Валуйського повіту, тепер с. Ватутіне, у сім'ї Федора Григоровича Ватутіна — російського селянина-середняка. З ранніх років вирізнявся великою жагою знань, наполегливістю, сільську школу закінчив першим учнем. Із відзнакою закінчивши Валуйське двокласне земське училище, Микола Ватутін успішно витримує конкурсні іспити в комерційне училище, яке знаходилося у слободі Уразово. Проте, після третього класу, навчання довелося перервати, оскільки перестали виплачувати стипендію. Після повернення до села він працював у волосному правлінні.

### Служба в армії
У 1920, у віці дев'ятнадцяти років, М. Ф. Ватутін добровольцем вступив до лав Червоної Армії. Військову службу розпочав рядовим бійцем 3-го запасного стрілецького полку в Харкові, у вересні 1920 року брав участь у боротьбі проти загонів Революційної повстанської армії України Нестора Махна в районі Луганська і Старобільська, а через місяць направлений до Полтавської піхотної школи. Курсантам цієї школи доводилося не лише опановувати знаннями, а й брати участь у боях проти загонів українських повстанців. У лютому 1921 року Ватутін був прийнятий до РКП(б).
Навчаючись у Полтавській піхотній школі, брав участь у встановленні радянської влади в Україні. Закінчивши навчальний заклад, у грудні 1922 Миколу Ватутіна призначають командиром відділення стрілецького полку, потім з серпня 1923 — командиром взводу. Після закінчення Київської вищої об'єднаної військової школи, повертається до рідного полку та стає начальником полкової школи.

З 1926 по 1929 навчався в Військовій академії імені М. В. Фрунзе і був атестований командуванням як
…енергійна, наполеглива людина, з багатою ініціативою, допитливим розумом. Всі доручення з проведення занять з групою старшого начскладу і навчань з військами виконує зразково. На військових іграх та навчаннях проявив себе як відмінний штабний командир".
Після завершення навчання в Військовій академії імені М. В. Фрунзе Ватутін направляється до штабу 7-й стрілецької дивізії в Чернігові, а з 1931 року стає начальником штабу гірсько-стрілецької дивізії, яка розташовувалася в місті Орджонікідзе.
Після дворічної служби начальником штабу ще раз був направлений до Військової академії ім. М. В. Фрунзе на оперативний факультет. Потім навчався в Академії Генштабу РСЧА.
У 1938 році полковник Ватутін призначається начальником штабу Київського особливого військового округу.

### Друга світова війна
З 17 по 28 вересня 1939 року в ході радянського вторгнення до Польщі — начальник штабу Українського фронту, а в липні 1940 року йому, вже в званні генерал-майора, довіряється пост начальника Оперативного управління — заступника начальника Генерального штабу Червоної Армії. Пізніше він стає першим заступником начальника Генерального штабу Червоної армії.
У лютому 1941 року генерал-лейтенант Ватутіна нагороджено орденом Леніна.
З 30 червня 1941 — начальник штабу Північно-Західного фронту. Брав активну участь в обороні Новгорода, очоливши оперативну групу військ, що діяла там. Під його керівництвом здійснювалися контрудари проти німецького корпусу генерала Манштейна, в результаті яких німецькі війська зазнали втрат на підступах до Ленінграда. За організацію опору в районі Новгорода і Калініна генерал-лейтенанта Ватутіна нагороджено орденом Червоного Прапора.
У травні — липні 1942 року — заступник начальника Генштабу і представник Ставки ВГК на Брянському фронті. З 14 липня по жовтень 1942 року командував Воронезьким фронтом.
Під час Сталінградської битви командував Південно-Західним фронтом. Його війська у взаємодії з військами Сталінградського і Донського фронтів оточили 330-тисячне угрупування противника під Сталінградом. У грудні 1942 року у взаємодії з лівим крилом Воронезького фронту провели Середньодонську операцію, завдали поразки угрупуванню противника на Середньому Доні, остаточно зірвали план противника деблокувати оточені під Сталінградом війська 6-ї німецької армії. 28 січня 1943 року М. Ф. Ватутіна нагороджено орденом Суворова I-го ступеня, а згодом присвоєно звання генерала армії.
22 березня 1943 року Ватутін знову призначений командувачем Воронезького фронту. Влітку 1943 роки у період оборонної битви на Курській дузі війська фронту відбили потужні удари противника, в ході контрнаступу успішно прорвали глибоко ешелоновану оборону Вермахту.
Неабиякий військовий талант Ватутін проявив при створенні потужних ударних угрупувань, застосовуючи танкові корпуса як рухомі групи в арміях, а танкових армій — як рухомі групи фронту, що дозволило забезпечити високі темпи при прориві оборони противника і переслідуванні його.
Під керівництвом Ватутіна війська Воронезького (з жовтня 1943 року — 1-го Українського) фронту брали участь у звільненні Лівобережної України, битві за Дніпро, звільненні Харкова та Києва, а також у подальших операціях з вигнання німців із Правобережної України. У взаємодії з 2-м Українським фронтом на чолі з І. С. Конєвим війська 1-го Українського фронту в січні — лютому 1944 року в ході Корсунь-Шевченківської операції оточили чимале угрупування Вермахту та частково ліквідували його.
За свої здібності продумування військових операцій до найдрібніших деталей Ватутін нібито отримав серед німецьких командирів, що начебто ставилися до його «таланту полководця» з великою повагою, прізвиська «Шахіст» і «Гросмейстер»[джерело?]. Проте, жодного задокументованого свідчення подібних висловлювань немає.

### Поранення в сутичці з УПА

#### Хронологія подій
29 лютого 1944 року Ватутін виконував огляд частин фронту, того самого дня відбулась зустріч із командувачем 13-ї армії генералом Миколою Пуховим та його штабом у Рівному. Згідно зі свідченнями генерала Костянтина Крайнюкова, члена Військової ради фронту, який був із Ватутіним у цю мить, колона у складі чотирьох машин (генерали та ад'ютант Ватутіна сиділи у першій) та десятьох осіб охорони виїхала з Рівного надвечір у напрямку Славути, де розташовувався штаб 60-ї армії генерала Івана Черняховського. Приблизно на півдорозі Ватутін запропонував скоротити відстань, рушивши путівцем замість довгої дороги через Новоград-Волинський. О 18:50 колона потрапила під обстріл засідки воїнів УПА, під командуванням майора УПА «Енея», біля села Милятин Острозького району Рівненської області, де Ватутін зазнав важкого поранення в ліве стегно. За свідченням Федора Воробця, засідка на Ватутіна відбулася в районі дій сотні «Деркача», у ній брали участь боївки СБ сіл Михалківці і Сіянці Острозького району Рівненської області, всього 17-27 бійців.
Пораненого генерала відправили до військових лікарів у складі найближчої танкової частини. Із підмогою, надісланої генералом Пуховим (командувачем 13-тої армії), Ватутіна перевезли до найближчого великого госпіталю в Рівне, де виконали першу операцію. У доповіді генерала К. В. Крайнюкова Сталіну 03:00 01.03.1944 стан Ватутіна оцінювався як задовільний, проте лікарі наполягали на неможливості транспортування пораненого протягом найближчої доби, після чого його треба відправити літаком до Москви.
Замість Москви його направили до Києва, де він перебував під постійним наглядом головного хірурга Червоної Армії академіка Миколи Бурденка та його заступника генерал-майора медичної служби Володимира Шамова. Спочатку стан Ватутіна вдалося нормалізувати, й мова йшла про те, що «товариш Ніколаєв (так звали Ватутіна в телеграмах) одужує», проте на початку квітня, на 33-й день після поранення, стан знову став погіршуватись:
«Протягом ночі температура хворого була нормальною. Хворий спав задовільно. Зранку хворий був активним, снідав. Пульс 104. Температура до 12 години піднялась до 39.3 без ознобу. Пульс 120»
За декілька днів, попри активне лікування та застосування наявних антибіотиків, температура не спадала — від 38.2 до 40.2. Консиліум лікарів під головуванням Бурденка дійшов висновку, що лікування не дало очікуваного результату й для збереження життя хворого необхідно ампутувати ліву ногу. 14:00 5 квітня виконано високу ампутацію лівого стегна. Згідно з повідомленнями, хворий переніс операцію задовільно, до закінчення дня поступово вийшов зі стану післяопераційного шоку, пульс — 120—140, сліди синюхи відсутні, температура — 37.6, з'явився апетит.
Згодом стан Ватутіна знову почав погіршуватися внаслідок сепсису. Існує версія, що зараження сталося внаслідок використання мазі Вишневського в перші дні після поранення, яка має в своєму складі дьоготь, який був каталізатором швидкого нагноєння близьких до поверхні шкіри гнояків, проте цей препарат не може бути використаний як антибіотик, адже штучне нагноєння глибоких ран призведе до гангрени.
15 квітня Ватутін помер у київському військовому шпиталі № 3582, розташованому на території київської школи № 138.

#### Оцінки атентату
Відомий історик Сергій Плохій вважає поранення Ватутіна, яке призвело до його смерті, одним із серйозних успіхів УПА.
Існують також «сенсаційні» версії про нібито змову проти Ватутіна НКВД чи навіть особисто Сталіна, які не мають за собою серйозних документальних підстав. За твердженнями Олександра Дубини, вояків УПА використано сталінськими чекістами як ширму для прикриття справжнього замовника цього вбивства. За твердженням Дубини, справжнім замовником атентата Ватутіна був Сталін, який руками агентів НКВД у лавах УПА і ліквідував генерала. За припущеннями Дубини, справжньою причиною ворожості Сталіна до Ватутіна був його страх, що українські вояки у лавах Радянської Червоної Армії (які складали до 50 % всіх військових, якими командував генерал Ватутін) та українські вояки у лавах Української Повстанської Армії об'єднаються на ґрунті проголошення незалежності України, створивши армію з близько 2 мільйонів натренованих воїнів, що створять реальну загрозу існуванню УРСР як складової частини Радянської імперії. Зокрема, Дубина посилається на літературного героя циклу статей журналіста Івана Ольховського про «очевидця тих подій, офіцера з особливих доручень Юрія Коваленка», якому Ватутін начебто зізнався в намірах виступити одним фротом з УПА в боротьбі проти нацистської армії. Так, Ольховський пише, що Ватутін виявляв бажання сконтактуватися з генералом УПА Романом Шухевичем, якого він вважав військовим генералом рівня Манштейна, аби обговорити об'єднання сил у боротьбі проти нацистської армії. У підтвердження цьої тези, Коваленко наводить слова Ватутіна про «важливе секретне завдання» яким він з ним начебто поділився під час відвідин Коваленком Ватутіна у київському шпиталі. Водночас потрібно зазначити, що свідчення Ольховського-Коваленка істориками повністю спростовуються.

#### Масове засудження до розстрілу полонених вояків УПА у відповідь на вбивство Ватутіна
Подія з пораненням Ватутіна, яка призвела до втрати штабних документів, спричинила публікацію 9 березня 1944 року наказу Ставки, що наголошував таке:
|  | При всіх виїздах командувачів фронтами та армій, осіб вищого командного складу, а також при транспортуванні важливих оперативних документів необхідно виділяти для супроводу вказаних осіб надійну особисту охорону. |

У своїх спогадах, надрукованих у книзі «За східнім обрієм (Спомини про пережите)», український дисидент, воїн УПА Данило Шумук, який в той період очікував суду в Рівненській тюрмі за участь в українському повстанському русі, згадує:
|  | Рівенська тюрма була тоді набита арештованими за націоналізм. У ті часи Військовий трибунал щоденно судив по 20-25 чоловік за участь у націоналістичному русі. «…» Після убивства Ватутіна, до розстрілу засуджували масово. У підвалі тюрми завжди сиділо засуджених на смерть біля трьохсот чоловік. |

## Військові звання і нагороди
Військові звання
- комбриг — 17 лютого 1938,
- комдив — 17 лютого 1939,
- комкор — 4 листопада 1939,
- генерал-лейтенант — 4 червня 1940,
- генерал-полковник — 7 грудня 1942,
- генерал армії — 12 лютого 1943.

Нагороди
 СРСР

- Герой Радянського Союзу 
 посмертно
- 6 травня 1965
- орден Леніна
- лютий 1941 № __
- 2 січня 1942 № ___
- орден Червоного Прапора
- ___ 1941 №
- орден Суворова I-го ступеня
- 28 січня 1943 № __
- орден Кутузова I-го ступеня
- 27 серпня 1943 № __

Медалі
- Медаль «За оборону Сталінграда»
- Медаль «XX років Робітничо-Селянській Червоній Армії»
- чехословацький орден

## Вшанування та оцінка дій Ватутіна на території України
Після закінчення Другої світової війни Микита Хрущов розпорядився встановити Ватутіну пам'ятник з написом «генералові Ватутіну від українського народу». Таким написом Хрущов, нібито, хотів іронічно допекти націоналістам, однак у Москві сприйняли цю іронію в протилежному ключі, і тому Хрущов був змушений тлумачити свої мотиви особисто Сталіну та отримав згоду на цей напис.

### Після проголошення незалежності України в 1991 році
Після проголошення незалежності України в 1991 році та з початком побудови українцями своєї історіографії багато українських істориків переглянули офіційну російську версію історичної ролі Ватутіна в подіях XX століття на території України. Як стверджує український історик Володимир Сергійчук,
|  | Він кидав сотні людей беззбройними під німецькі танки. Особливо на території України. І тільки завдяки гарматному м'ясу такі генерали як Ватутін вигравали битви. Це велика трагедія народу. |

Українські історики Володимир Кучер та Петро Чернега у книзі «Україна у Другій світовій війні (1939—1945)» зазначають, що лише на Першому Українському фронті на Букринському плацдармі та в боях за Київ загинуло десь 647 тисяч бійців, в тому числі українських. І це всього за якихось півтори місяці (22 вересня 1943 року почалось форсування Дніпра, а 6 листопада Київ став радянським). Як відомо, основний удар по ворогу у битві за Київ 1943 року було вирішено завдати силами 1-го Українського фронту з Букринського плацдарму, де дуже високий і крутий правий берег Дніпра, який до того ж був добре укріплений німцями: кожні кілька метрів кулемет, гранатомет, гармата. Саме на ці неприступні укріплення злочинно, бо без підготовки, без переправних засобів прямо з маршу кидали червоні командири так званих «чорнопіджачників»: неозброєних, необмундированих та ненавчених військовій справі українських сільських хлопців та дядьків, мобілізованих на щойно взятому Лівобережжі. Відомий російський письменник Віктор Астаф'єв, учасник форсування Дніпра, згадував про це так:
|  | Двадцять п'ять тисяч воїнів входить у воду, а виходить на тому березі три тисячі, максимум п'ять. Через п'ять-шість днів усе це спливає. Уявляєте? |

Умови, в яких радянські частини брали Київ, здебільшого мали такий вигляд: вояки у домашньому одязі йшли, як на ешафот, адже попереду — широченна холодна ріка, німецькі кулемети, бомби, а позаду — «загороджувальні загони» автоматників НКВС.
В Україні, опісля Революції гідності, точилися дебати, пов'язані зокрема з перейменуванням проспекту Ватутіна та вулиці Ватутіна в Києві. Прихильники перейменування, покликаючись на публікації істориків та на розповіді свідків тогочасних військових подій, стверджують, що на Букринському плацдармі біля Києва «геніальний» полководець Ватутін поклав у землю (точніше, у воду Дніпра) сотні тисяч українських мобілізованих солдат. Найбільшим злочином проти українського народу командування Червоної армії, включаючи Ватутіна, вони вважали те, що на звільненій від німців лівобережній Україні командири частин хапали українських хлопців 16-18 років і без зброї, навіть без військової форми погнали їх форсувати Дніпро на німецькі кулемети.
Противники перейменування вулиці Ватутіна аргументували свої твердження тим, що вважають Миколу Ватутіна вправним військовим стратегом, який зміг відбити Київ у німецької армії. Зокрема, київський краєзнавець Михайло Кальницький зазначив:
|  | В Німеччині засуджено нацизм як ідеологію і її інструменти, на зразок СС і Вермахту. У нас інша картина… Щодо Ватутіна, то я не впевнений, що якби навіть Наполеон постав у тих умовах, в які поставили Ватутіна, він зробив би значно меншими втратами. І я хочу нагадати: кожен день окупованого Києва був днем руйнування нацистами міста, а вони руйнували Київ послідовно і більш жахливо, ніж це було у 1941 році, все далі і далі на захід виганяли тисячі і сотні тисяч киян. Певною мірою кров людей, які, на превеликий жаль, загинули у Дніпрі, врятувала багатьох людей. |

#### До рішення ВРУ про декомунізацію України 2015 року
У радянський період було створено ряд музеїв, де згадується Ватутін. Зокрема у Бучі Київської області, є будинок-музей, у якому розташовувався штаб генерала Ватутіна, а на території Національного музею-заповіднику «Битва за Київ у 1943 році» є бюст Ватутіна.
У 2011 році українські центральні держустанови сприяли відзначенню 110-ї річниці з дня народження Ватутіна на державному рівні. Так, 7 грудня 2011 року Верховна Рада України прийняла постанову N 4089-VI «Про відзначення в Україні 110-ї річниці з дня народження Героя Радянського Союзу Ватутіна Миколи Федоровича»

#### Після рішення ВРУ про декомунізацію України 2015 року

Пам'ятник Ватутіну у Києві встановлено у 1948 році. Демонтований 9 лютого 2023 року

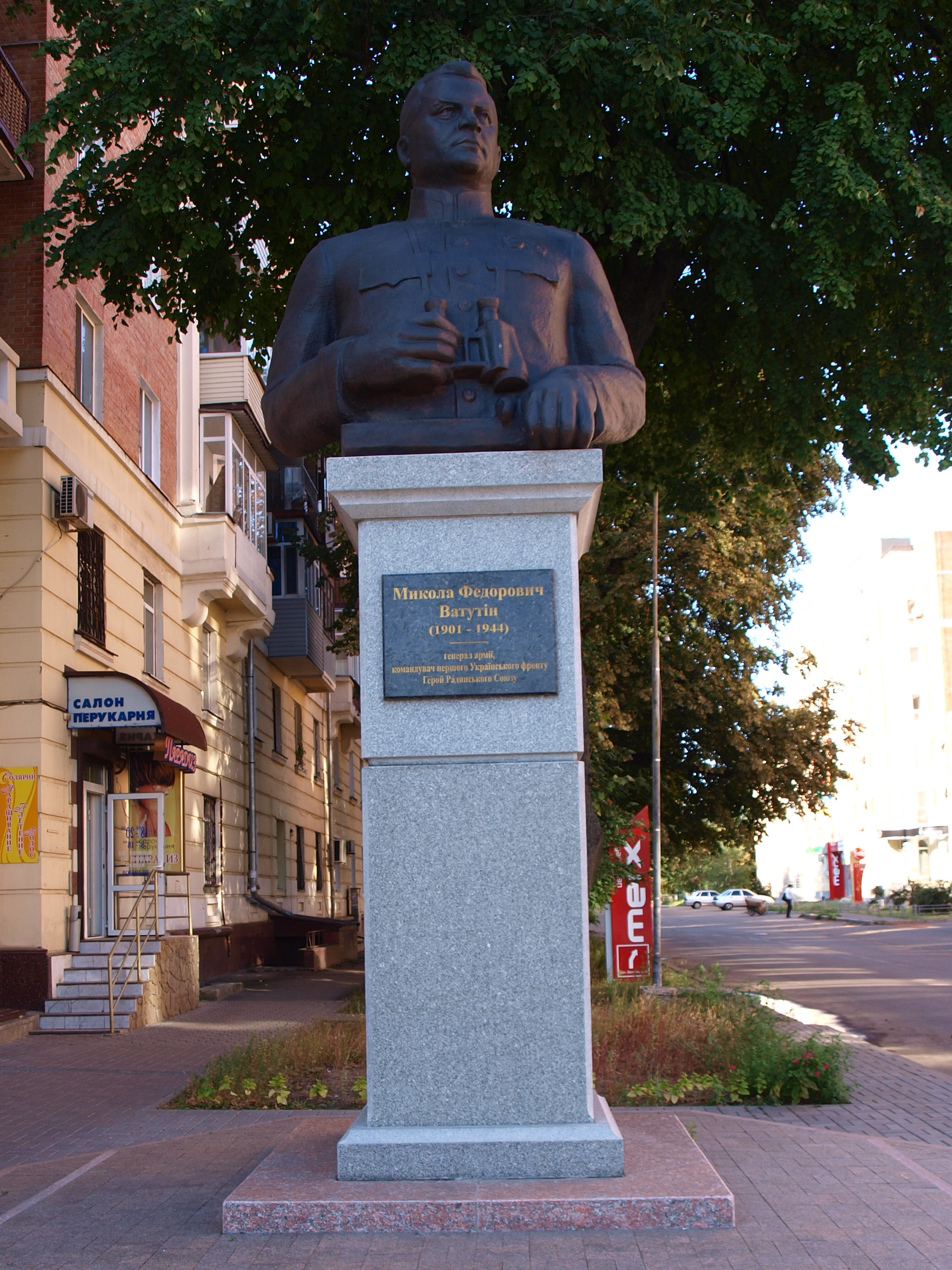
Пам'ятник Ватутіну в Полтаві встановлено у 2013 році. Демонтований 27 липня 2023 року

Позиція влади щодо доцільності розміщення в Україні пам'ятників і вулиць, названих на честь радянського генерала Ватутіна, змінилася під тиском Євромайдану та з початком декомунізації як одного з наслідків Революції Гідності. Наприкінці 2014 році Український інститут національної пам'яті оприлюднив «список окремих осіб, причетних до боротьби проти незалежності України, організації голодоморів і політичних репресій, чиїми іменами названі вулиці в Україні» та відповідно випустив книгу-методичний збірник «Як перейменовувати вулицю. Правові засади перейменування вулиць, провулків, проспектів, площ, парків, скверів, мостів та інших споруд, розташованих на території населених пунктів», де роз'яснював, як перейменовувати відповідні топоніми, куди були включені і «ватутінські» топоніми. У середині 2016 директор Українського інституту національної пам'яті Володимир В'ятрович заявив, що пам'ятники Ватутіну не підлягають демонтажу, оскільки Ватутін є одним з учасників боротьби за звільнення України від нацистських загарбників, та частина громадськості була іншої думки: починаючи з 2014 року, в Україні постійно відбуваються громадські акції незгоди у різних містах України, де розміщені архітектурні пам'ятки або є географічні об'єкти, названі на честь Ватутіна, на яких люди вимагають демонтажу його пам'ятників і зміни назв топонімів, названих на його честь.
Зокрема, у квітні 2017 року громадські активісти Києва провели акцію та повісили табличку на пам'ятник Ватутіну з написом «Кат, знищений українськими націоналістами», намагаючись привернути увагу громадськості до бездіяння київської міськради щодо демонтажу та/або перенесення пам'ятника Ватутіна поза межі публічного простору Києва. Цей пам'ятник Ватутіну роботи Євгена Вучетича було встановлено 25 січня 1948 року на могилі Ватутіна в Києві і він не підпадає під дію «декомунізаційного закону».
У жовтні 2015 року полтавський громадський рух «Злам стереотипів» запропонував у рамках закону про декомунізацію змінити назву вулиці Ватутіна та демонтувати пам'ятник генералу Ватутіну. Також, починаючи з 2016 року, громадські активісти міста Полтави тричі обливали пам'ятник Ватутіну червоною фарбою на знак протесту: влітку 2016 року, в серпні 2017 року та у вересні 2017 року. Крім того, у листопаді 2015 року меморіальну дошку генералу Ватутіну на пам'ятнику було розбито. Таким чином небайдужі мешканці міста Полтави неодноразово намагалися привернути увагу громадськості до бездіяння полтавської міськради щодо демонтажу та/або перенесення поза межі публічного простору Полтави пам'ятника, який було відкрито у Полтаві 23 вересня 2013.

#### Перейменування проспекту Генерала Ватутіна на проспект Романа Шухевича
Поки що одною з небагатьох перемог українських активістів стало голосування депутатів Київради в червні 2017 року за проєкт перейменування проспекту Генерала Ватутіна на проспект Романа Шухевича. Цей проспект у Дніпровському районі Києва було названо на честь Ватутіна у 1975 році. Хоча у своєму рішенні Київська міськрада й не згадувала рішення Верховної Ради України 2015 року про декомунізацію України, ціла низка українських ЗМІ назвала це рішення пов'язаним з декомунізацією. Станом на 2019 рік рішення Київради про перейменування ще не набирало чинності оскільки воно ще не було офіційно оприлюднено; рішення тоді не було оприлюднене через судовий позов проросійської ГО «Антифашистська правозахисна ліга» (керівник Ірина Бережна) та проєврейської ГО «Єврейська правозахисна група» (керівник Борис Фуксман).
9 грудня 2019 року Шостий апеляційний адміністративний суд підтвердив законність рішень Київської міської ради про перейменування Московського проспекту і проспекту Генерала Ватутіна в Києві на проспекти Степана Бандери та Романа Шухевича.
Зупинки громадського транспорту на проспекті, у тому числі станцію швидкісного трамвая, що носили ім'я Ватутіна, було перейменовано на честь Романа Шухевича 4 січня 2022 року.

### Список топонімів, названих на честь Ватутіна в Україні
У 1949-2024 роках у Звенигородському районі Черкаської області місто Багачеве носило назву Ватутіне на честь генерала Ватутіна, а також школа № 2 теж була названа на його честь.
В Україні є такі топоніми, названі на честь Ватутіна: у Нововодолазькому районі Харківській області є село Ватутіне; у місті Єнакієве Донецької області район міста названий на честь генерала Ватутіна. В Україні є проспекти та вулиці: Вулиця Ватутіна у Луганську, вулиця Ватутіна в Мелітополі, проспект Ватутіна у Донецьку тощо.

### Демонтаж
В квітні 2015 року пам'ятник Ватутіну в селі Корчів'я на Рівненщині спочатку було пошкоджено, а потім — демонтовано погруддя.
19 березня 2018 року пам'ятник Миколі Ватутіну в Бердичеві на Житомирщині демонтували активісти Національного Корпусу.
11 травня 2022 року, у селі Нові Петрівці на Київщині, було демонтовано пам'ятник Ватутіну.
9 лютого 2023 року, у м. Києві, в рамках декомунізації, демонтовано пам'ятник Ватутіну.
27 липня 2023 року, у м. Полтаві, демонтували пам'ятник Ватутіну, а 22 серпня 2024 року — і постамент. 
25 січня 2024 року, в м. Ватутіне на Черкащині, демонтовано погруддя Ватутіна.
19 травня 2025 року, в м. Бердичеві на Житомирщині, демонтовано обеліск на честь Ватутіна, який був розміщений на розі вулиць поблизу площі Седлєцької.
25 липня 2025 року, в м. Лохвиці на Полтавщині, на виконання розпорядження Полтавської ОВА «Про демонтаж пам’ятників і пам’ятних знаків» за № 417 у Лохвицькій міській територіальній громаді, пам'ятну дошку радянському генералу Миколі Ватутіну з будинку по вулиці Героїв України — демонтовано.

## Художні твори про М. Ватутіна
- Любомир Дмитерко. Генерал Ватутін: драматичний портрет. П'єса на три дії // Л. Дмитерко. Вічна дружба — К. : Держлітвидав України, 1954 — с. 121-229